# Nicolás de Piérola (distrito)
O distrito de Nicolás de Piérola, mais conhecido como distrito de San Gregorio, é um distrito da província de Camaná, pertencente à região de Arequipa, Peru.
O distrito é servido pela rodovia PE-1S, que liga o distrito de Lima (Província de Lima à cidade de Tacna (Região de Tacna - Posto La Concordia (Fronteira Chile-Peru) - e a rodovia chilena Ruta CH-5 (Rodovia Pan-Americana)